# Лежащая на боку открытая O
ᴒ (лежащая на (левом) боку открытая O) — буква расширенной латиницы. Используется в Уральском фонетическом алфавите, где обозначает редуцированный гласный [ɔ], передаваемый буквой ɔ. В Уральском фонетическом алфавите редуцированный гласный обычно обозначается перевёрнутой на 180° графемой соответствующего нередуцированного звука, однако в том случае, когда перевёрнутая буква является омоглифом другого символа (в данном случае c), буква поворачивается на 90° против часовой стрелки.